# Női egyéni műkorcsolya az 1908. évi nyári olimpiai játékokon
Az 1908. évi nyári olimpiai játékokon a műkorcsolya női egyéni versenyszámát október 28-án és 29-én rendezték Knightsbridge-ben. Az aranyérmet a brit Madge Syers nyerte. Magyar versenyző nem vett részt a versenyen.
Ez a versenyszám először szerepelt az olimpiai játékokon. 1924-től átkerült a téli olimpia programjába.

## Eredmények
Öt bíró pontozta a versenyzőket. A pontok alapján a bírók mindegyikénél külön-külön kialakult egy sorrend, az egyes szakaszokban (kötelező elemek, kűr) és az összesítésnél is, ez egy helyezési pontszámot is jelentett. Az egyes szakaszok, valamint az összesítés eredménye a következő kritériumok alapján alakult ki:
1. „Többségi helyezések száma”. Az a versenyző végzett előrébb, akit a bírók többsége előrébb rangsorolt. A bírók többsége azt jelentette, hogy a legjobb 3 helyezést adó bíró helyezési pontszámait vették figyelembe, de ha a 3. bíró helyezésével még volt azonos helyezés, akkor az(oka)t is figyelembe vették. Ezt az adatot tartalmazza az oszlop. (Pl. a „4×3+” azt jelenti, hogy a versenyző 4 bírónál az első 3 hely valamelyikén végzett.)
2. „Helyezések összege” (az összes bíró helyezési pontszámainak összege)
3. „Pont” (az összes bíró által adott összpontszám)
4. A kötelező elemek pontszáma

### Kötelező elemek
| Hely. | Versenyző                | Nemzet               | Többségi helyezések száma | Helyezések összege | Pont  |
| ----- | ------------------------ | -------------------- | ------------------------- | ------------------ | ----- |
| 1.    | Madge Syers              | Nagy-Britannia (GBR) | 5×1+                      | 5,0                | 767,5 |
| 2.    | Elsa Rendschmidt         | Németország (GER)    | 5×3+                      | 12,5               | 613,5 |
| 3.    | Dorothy Greenhough-Smith | Nagy-Britannia (GBR) | 4×3+                      | 13,5               | 605,0 |
| 4.    | Elna Montgomery          | Svédország (SWE)     | 5×4+                      | 19,0               | 545,5 |
| 5.    | Gwendolyn Lycett         | Nagy-Britannia (GBR) | 5×5+                      | 25,0               | 469,0 |

### Kűr
| Hely. | Versenyző                | Nemzet               | Többségi helyezések száma | Helyezések összege | Pont  |
| ----- | ------------------------ | -------------------- | ------------------------- | ------------------ | ----- |
| 1.    | Madge Syers              | Nagy-Britannia (GBR) | 4×1+                      | 5,5                | 495,0 |
| 2.    | Elsa Rendschmidt         | Németország (GER)    | 5×2+                      | 9,5                | 441,5 |
| 3.    | Dorothy Greenhough-Smith | Nagy-Britannia (GBR) | 3×3+                      | 17,5               | 355,5 |
| 4.    | Gwendolyn Lycett         | Nagy-Britannia (GBR) | 3×4+                      | 19,5               | 351,0 |
| 5.    | Elna Montgomery          | Svédország (SWE)     | 5×5+                      | 23,0               | 306,0 |

### Végeredmény
| Helyezés | Versenyző                | Nemzet               | Helyezési pontszámok bírónként | Helyezési pontszámok bírónként | Helyezési pontszámok bírónként | Helyezési pontszámok bírónként | Helyezési pontszámok bírónként | Több. hely. száma | Hely. össz. | Pont   |
| Helyezés | Versenyző                | Nemzet               | 1                              | 2                              | 3                              | 4                              | 5                              | Több. hely. száma | Hely. össz. | Pont   |
| -------- | ------------------------ | -------------------- | ------------------------------ | ------------------------------ | ------------------------------ | ------------------------------ | ------------------------------ | ----------------- | ----------- | ------ |
| Arany    | Madge Syers              | Nagy-Britannia (GBR) | 1,0                            | 1,0                            | 1,0                            | 1,0                            | 1,0                            | 5×1+              | 5           | 1262,5 |
| Ezüst    | Elsa Rendschmidt         | Németország (GER)    | 3,0                            | 2,0                            | 2,0                            | 2,0                            | 2,0                            | 4×2+              | 11          | 1055,0 |
| Bronz    | Dorothy Greenhough-Smith | Nagy-Britannia (GBR) | 2,0                            | 3,0                            | 4,0                            | 3,0                            | 3,0                            | 4×3+              | 15          | 960,5  |
| 4.       | Elna Montgomery          | Svédország (SWE)     | 4,0                            | 4,0                            | 5,0                            | 4,0                            | 4,0                            | 4×4+              | 21          | 851,5  |
| 5.       | Gwendolyn Lycett         | Nagy-Britannia (GBR) | 5,0                            | 5,0                            | 3,0                            | 5,0                            | 5,0                            | 5×5+              | 23          | 820,0  |